# Cố Chúc Đồng
Cố Chúc Đồng (tiếng Trung: 顧祝同; sinh năm 1893 tại Giang Tô – mất 17 tháng 1 năm 1987, tự Mặc Sơn (墨山), là tướng lĩnh Trung Quốc và là viên chức trong chính phủ Trung Hoa Dân Quốc.

## Thời niên thiếu và sự nghiệp
Cố sinh tại Giang Tô và nhập học trường quân sự ở tuổi 19. Khi Cách mạng Trung Hoa 1911 nổ ra, ông sớm tham gia cách mang. Năm 1912, ông gia nhập Quốc dân đảng, và nhập học tại Trường sĩ quan trừ bị Vũ Hán, rồi Học viện Quân sự Bảo Định. Năm 1922, ông đến Quảng Đông và trở thành sĩ quan tham mưu Quân đoàn 2 Quảng Đông. Khi trường quân sự Hoàng Phố thành lập năm 1924, ông trở thành giảng viên tại trường. Khi chính phủ mới phát động Chiến tranh Bắc phạt, ông chỉ huy một tiểu đoàn. Trong Chiến tranh Bắc phạt, Cố được thăng lên Tư lệnh sư đoàn rồi quân đoàn. Trong Đại chiến Trung Nguyên, ông là Tư lệnh Lộ quân 16. Năm 1931, ông chỉ huy quân đồn trú Nam Kinh, thủ đô của Chính phủ Quốc dân. Năm 1933, ông tham gia các chiến dịch bao vây chống Cộng sản. Năm 1935, ông được thăng lên tướng và trao trọng trách giữ ba tỉnh Tây Nam, trong khi vẫn là Chủ tịch tỉnh Giang Tô. Sau khi Chiến tranh Trung-Nhật lần thứ 2 bùng nổ, ông được bổ nhiệm Tư lệnh Quân khu 3. Trong Sự kiện Tân Tứ quân năm 1941, các đơn vị Quốc dân dưới quyền ông tiêu diệt một bộ phận lớn quân Cộng sản, và Tưởng Giới Thạch phong tặng ông Huân chương Thanh thiên bạch nhật, danh hiệu cao quý nhất cho một tư lệnh Trung Hoa.

## Nội chiến Trung Hoa
Năm 1946, ông được bổ nhiệm Tổng tư lệnh quân Quốc dân và Chủ nhiệm Bình định Trịnh Châu, và được giao tấn công vùng thế lực của phe Cộng sản ở Sơn Đông. Năm 1947, ông gặp phải thất bại chiến lược Mạnh Lương Cố, toàn bộ Sư đoàn 74 chỉnh biên tinh nhuệ bị đánh tan. Tưởng Giới Thạch cách chức ông, và bổ nhiệm ông làm Tổng tham mưu trưởng. Tháng 3 năm 1950, ông đến Đài Loan và được bổ nhiệm làm Bộ trưởng Quốc phòng, và năm 1954, ông được thăng lên tướng 4 sao. Năm 1956, Cố được bổ nhiệm Bí thư trưởng Hội đồng Quốc phòng; năm 1967, ông trở thành Phó chủ tịch Ủy ban Cố vấn chiến lược. Năm 1972, ông trở thành cố vấn cho Tưởng Giới Thạch và chết ngày 17 tháng 1 năm 1987.